# Вале Фјорета (Фрозиноне)
Вале Фјорета је насеље у Италији у округу Фрозиноне, региону Лацио.
Према процени из 2011. у насељу је живело 210 становника. Насеље се налази на надморској висини од 141 м.